# Tectaria aculeata
Tectaria aculeata là một loài dương xỉ trong họ Tectariaceae. Loài này được Lag., D. García & Clemente mô tả khoa học đầu tiên năm 1802.
Danh pháp khoa học của loài này chưa được làm sáng tỏ. 